# 下鴨本通
下鴨本通（しもがもほんどおり）は京都市の南北の主要な通りの一つ。
左京区下鴨の中央を南北に貫き、南は葵橋を経てそのまま河原町通に続く。
北は下鴨水口町から南は賀茂川に架かる葵橋東詰まで、全長2.6km。
同じく下鴨を南北に貫く下鴨東通・下鴨中通・下鴨西通と異なり4車線と広く直線的である。現在の経路が完成するまでは西隣の下鴨中通が下鴨本通と呼ばれていた。

## 歴史
深泥池に至る道であることから、古くは「深泥道（みぞろみち）」と呼ばれる1.5間ほどの狭い通りであったが、1919年（大正8年）に京都市から京都市区改正設計の路線として12間に拡張する計画が提示された。この計画は、下鴨神社の社家町を貫くものであったことから、住民から見直しを求める反対運動が起きたが、1922年（大正11年）、当初の計画どおり進められることになった。
しかしこの拡張を含む市街幹線道路の整備は財政難により思わしく進捗せず、京都市は1926年（大正15年）に、外郭道路（北大路通・西大路通・九条通など）の整備をその沿道の区画整理事業と同時に行うことに変更した。
こうした中、積極的に土地区画整理組合を結成することにより、京都市との交渉を円滑に進めることを企図して、「下鴨土地区画整理組合」が設立され、区画整理事業が行われることになった。この区画整理事業は1932年（昭和7年）に完成した。一方、疏水分線から北では「洛北土地区画整理組合」により区画整理事業が行われ、1930年（昭和5年）に完成した。
これらの土地区画整理により、北大路通周辺についての拡幅が完了したが、これより南も含めたすべての拡幅が完了したのは、1942年（昭和17年）のことである。
戦中、戦後と家庭菜園となっていたが、1948年（昭和23年）から整備が始まり、現在の葵橋の竣工（1960年2月）により全通した。
北大路通（バス停で洛北高校前（当時のバス停は市電洛北高校前、電停は洛北高校前）、交差点では下鴨本通北大路）から南は京都市電下鴨線が1956年（昭和31年）の開通から1977年（昭和52年）の廃止まで走っていた。

## 葵橋
葵橋（あおいばし）は、賀茂川（鴨川）に架かる下鴨本通の道路橋。左京区下鴨地区（左岸側）と上京区（右岸側）をつなぐ。現在の橋は、橋長75メートル、幅22メートルの鋼箱桁橋で、1960年（昭和35年）2月に竣工した。
現在の橋が架けられるに先立ち、京都市電の仮橋が架けられ、市電河原町線の洛北高校前電停から河原町今出川電停までの区間（通称下鴨線）が1956年（昭和31年）10月12日に開業した。
現在の葵橋の架橋以前は、下流側にある出町橋（でまちばし）が葵橋と呼ばれていた。葵祭の行列は現在もかつての葵橋（現在の出町橋）を通り下鴨神社へ向かう。
なお、もともとは現在の場所に橋が架けられ「葵橋」と呼ばれ、葵祭の行列もこの橋を渡っていた。天保2年の絵図にこの場所に橋が描かれており、当該場所に橋が描かれた明治期の地形図には「葵橋」の名がみえる。その後1918年（大正7年）10月に現在の出町橋の場所に橋が架けられる。これは当地の旧橋が出町から対岸の柳まで1本の橋で渡されていたものを武田五一の設計により賀茂川の出町橋と高野川の河合橋に分割するものであったが、この2橋の建造の際にそれまでの葵橋が水害により流出したものの再建されなかったため、この出町橋に葵橋の名を付したことによる。1922年（大正11年）の姿とされる京都市都市計画基本図には、現在の葵橋の場所には橋が見られず、現在の出町橋の場所にみられる橋に「葵橋」の名が付されている。
出町橋（当時の「葵橋」）は、1935年（昭和10年）の水害により流出し、その後仮橋であったが、1954年（昭和29年）に現在の橋が架けられ、現在の葵橋の架橋により出町橋の名となった。
一説には葵橋の名は、神事に用いる葵を採る神山（こうやま）にほど近い位置であることに由来して、旧下鴨村北部、現在の府立洛北高校から府立植物園にかけての一帯を称した葵という地名にちなむとする。

## 沿道の主な施設
- 京都ノートルダム女子大学・ノートルダム学院小学校 北山通南東角
- 京都府立洛北高等学校・附属中学校 北大路通上ル
- 賀茂御祖神社（下鴨神社）御蔭通から東鞍馬口通
- 京都家庭裁判所 葵橋東詰（最寄バス停名は「新葵橋」)

## 交差する道路など
- 交差する道路などの特記がないものは市道。

| 交差する道路など 西←<下鴨本通>→東                        | 交差する道路など 西←<下鴨本通>→東 | 交差する場所 | 交差する場所   | 路線番号 |                    |
| -------------------------------------------------------- | --------------------------------- | ------------ | -------------- | -------- | ------------------ |
| 府道40号線 <北山通> 鷹峯・鞍馬方面                       | 府道103号線 <北山通>              | 左京区       | 下鴨本通北山   | -        | 北↑ ∧下鴨本通∨ ↓南 |
| 府道40号線 <北山通> 鷹峯・鞍馬方面                       | 府道103号線 <北山通>              | 左京区       | 下鴨本通北山   | 府道40号 | 北↑ ∧下鴨本通∨ ↓南 |
| <北泉通>                                                 |                                   | 左京区       |                |          | 北↑ ∧下鴨本通∨ ↓南 |
| 琵琶湖疏水（疏水分線）                                   | 琵琶湖疏水（疏水分線）            | 左京区       | 洛北橋         |          | 北↑ ∧下鴨本通∨ ↓南 |
| 国道367号 <北大路通>                                     | 国道367号 <北大路通>              | 左京区       | 下鴨本通北大路 |          | 北↑ ∧下鴨本通∨ ↓南 |
| 国道367号 <北大路通>                                     | 国道367号 <北大路通>              | 左京区       | 下鴨本通北大路 | 府道32号 | 北↑ ∧下鴨本通∨ ↓南 |
| <松ヶ崎通>                                               |                                   | 左京区       |                |          | 北↑ ∧下鴨本通∨ ↓南 |
| <鞍馬口通］                                              | -                                 | 左京区       |                |          | 北↑ ∧下鴨本通∨ ↓南 |
| <下鴨中通］                                              | 府道30号線 ［御蔭通>              | 左京区       |                |          | 北↑ ∧下鴨本通∨ ↓南 |
| <下鴨西通>                                               | <下鴨西通>                        | 左京区       | 葵橋東詰       |          | 北↑ ∧下鴨本通∨ ↓南 |
| 賀茂川                                                   | 賀茂川                            | 左京区       | 葵橋           |          | 北↑ ∧下鴨本通∨ ↓南 |
| 賀茂川                                                   | 賀茂川                            | 上京区       | 葵橋           |          | 北↑ ∧下鴨本通∨ ↓南 |
| <加茂街道］                                              | -                                 | 葵橋西詰     |                |          | 北↑ ∧下鴨本通∨ ↓南 |
| 府道32号下鴨京都停車場線<河原町通>四条河原町・京都駅方面 |                                   |              |                |          |                    |